# Stefan Kałamajski
Stefan Kałamajski (ur. 29 lipca 1882 w Kuklinowie, zm. 15 grudnia 1949 w Mosinie) – kupiec, przemysłowiec, działacz gospodarczy i polityczny, właściciel firm handlowych i przemysłowych, prezes Izby Przemysłowo-Handlowej w Poznaniu, radny Poznania, założyciel i Filister honorowy Gedanii Posnaniensis, od 1936 konsul honorowy Danii w Poznaniu.

## Życiorys
W 1907 zamieszkał w Poznaniu. W 1910 założył przedsiębiorstwo galanteryjno-pasmanteryjne. Od 1920 właściciel Domu Handlowego przy Placu Wolności z tkaninami, pasmanterią i galanterią. Filia Domu Handlowego działała w Toruniu przy ul. Szerokiej 21, prowadzona była przez jego szwagra Edmunda Januszkiewicza. Właściciel i pomysłodawca (największego wtedy w Polsce) kina „Słońce” mieszczącego się w Poznaniu w podwórzu kamienicy pod nr. 6 przy placu Wolności, otwartego 20 grudnia 1927. W 1928 uruchomił w Mosinie pod Poznaniem farbiarnię parową i pralnię chemiczną „Barwa” zatrudniającą 300 pracowników.

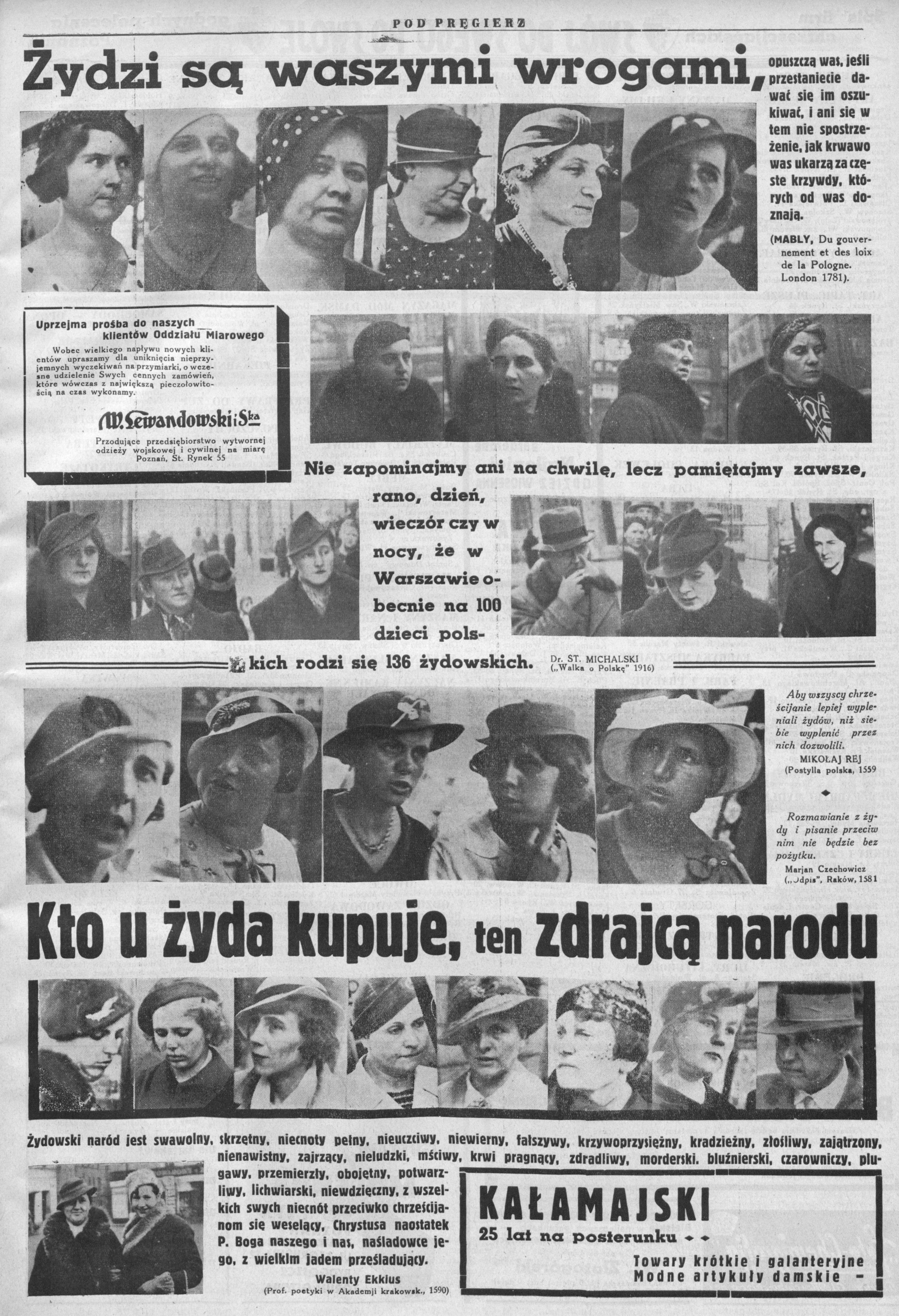
Reklama Domu Handlowego Kałamajskiego w antysemickim piśmie „Pod Pręgierz”

Był radnym miejskim w Poznaniu w latach 1919–1933. W latach 1935–1938 zasiadał z ramienia Stronnictwa Narodowego w sejmiku wojewódzkim. W 1940 więziony przez Niemców na Pawiaku w Warszawie. W 1945 po zakończeniu II wojny światowej powrócił do Poznania. Po 1945 przeniósł się i zamieszkał w Mosinie, gdzie zmarł 15 grudnia 1949.
Pochowany jest wraz z żoną na cmentarzu parafialnym parafii Bożego Ciała, położonym przy ul. Bluszczowej w Poznaniu.

## Ordery i odznaczenia
- Złoty Krzyż Zasługi (11 listopada 1936)[7].